# Weißbachtal bei Reichenbach
Das Weißbachtal bei Reichenbach ist ein durch landwirtschaftliche Nutzung geprägtes Wiesental im nordhessischen Werra-Meißner-Kreis. Die naturschutzfachliche Bedeutung des Tals gründet sich vor allem auf das kalkreiche Niedermoor mit seinen Quellbereichen, das zum Standort zahlreicher bedrohter Pflanzenarten geworden ist. Um diesen wertvollen Lebensraum zu sichern und zu erhalten wurde 1990 das Weißbachtal als Naturschutzgebiet ausgewiesen und seit 2008 ist es als Fauna-Flora-Habitat-Gebiet Teil des europäisch vernetzten Schutzgebietssystems Natura 2000.

## Geografische Lage
Das Weißbachtal beginnt nordöstlich des Ortsteils Reichenbach der Stadt Hessisch Lichtenau im Werra-Meißner-Kreis. Das Gebiet wird in zwei Teilbereiche unterteilt, im Norden befindet sich das „Untere Weißbachtal“, im Süden das „Obere Weißbachtal“. Die Landesstraße 3249 stellt streckenweise die westliche Schutzgebietsgrenze dar. Östlich, südlich und westlich wird das Tal von dem Natura 2000-Gebiet „Reichenbacher Kalkberge“ mit seinen ausgedehnten Buchenwäldern und orchideenreichen Kalkmagerrasenflächen umgeben.
Der namengebende Weißbach durchfließt von Süden nach Nordosten das Tal. Die helle Farbe der Kalkablagerungen führt dazu, dass kalkhaltige Gewässer oft als „Weißenborn“ oder „Weißenbach“ bezeichnet werden. Auch der Name Weißbachtal bezieht sich vermutlich auf den Kalkgehalt des Bächlein.
Das Weißbachtal liegt im „Geo-Naturpark Frau-Holle-Land“. Naturräumlich wird es dem „Hessisch-Lichtenauer Becken“ im „Fulda-Werra-Bergland“ zugeordnet, das zu der Haupteinheitengruppe „Osthessisches Bergland“ gehört.

## Unterschutzstellung

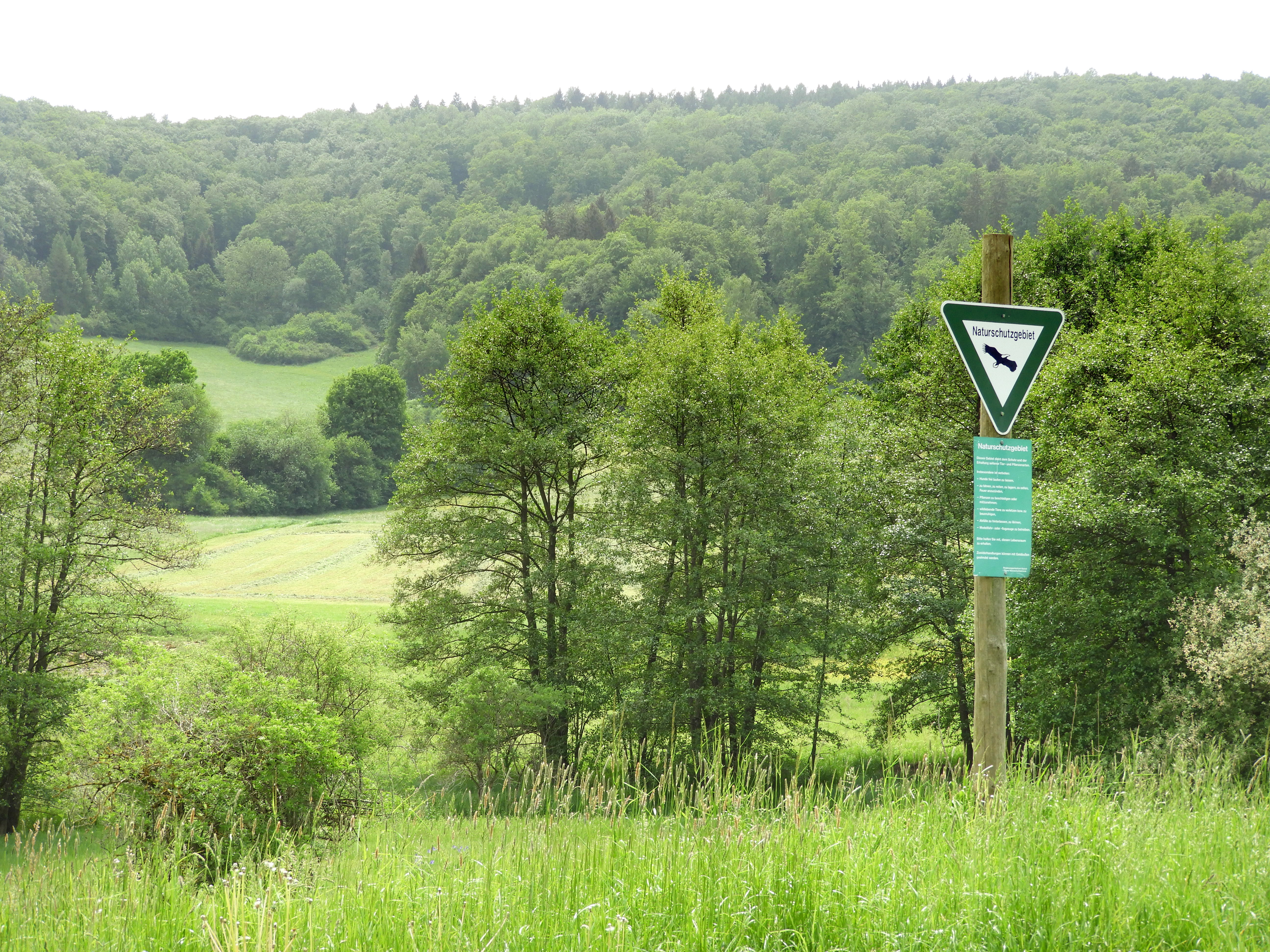
Blick von der Landstraße nach Osten über das Weißbachtal auf die Kalkberge.

Erstmals in 1983, mit einer Verordnung der Bezirksdirektion für Forsten und Naturschutz in Kassel, wurden rund 20 Hektar des Weißbachtals zum Naturschutzgebiet erklärt. Zweck der Unterschutzstellung war, "die Flachmoorzonen und Sumpfseggenrieder einschließlich der umliegenden Feuchtwiesen als Standorte zahlreicher, zum Teil sehr seltener Pflanzenarten sowie als Lebensraum bedrohter Tierarten der Nasswiesenregion zu sichern und zu erhalten." Mit einer auf 27,0 Hektar vergrößerten Fläche, der nationalen Kennung 1636010 und dem WDPA-Code 82882 folgte 1990 erneut die Ausweisung als Naturschutzgebiet.
Weil das Tal „schutzwürdige natürliche Lebensräume und Arten“ aufweist, „die in ihrer Besonderheit einen Teil des Naturerbes der Europäischen Gemeinschaft darstellen“, wurde das Weißbachtal als Fauna-Flora-Habitat-Gebiet mit der Nummer 4824-302 Teil des Schutzgebietssystems Natura 2000. Die Festsetzung der Gebietsgrenzen und der Erhaltungsziele erfolgte in der „Verordnung über die Natura 2000-Gebiete in Hessen“ vom 16. Januar 2008.

## Natur
Das von den Reichenbacher Kalkbergen eingefasste Wiesental wurde durch die landwirtschaftliche Nutzung als Acker- und Grünland geprägt. Heute werden die Flächen überwiegend als Mähwiesen und Weiden extensiv bearbeitet. Nur in den flachen, feuchten Niedermoorbereichen im unteren Weißbachtal bietet sich keine Bewirtschaftung an.
Geschützt werden im Weißbachtal vorwiegend Grünlandbiotope, die sich aus einem Mosaik von Feuchtwiesen und Feuchtbrachen, Kleinseggensümpfen und Großseggenrieden, Hochstaudenfluren und kleinflächigen Gehölzflächen zusammensetzen. Der Wert als Naturschutzgebiet beruht vor allem auf diese Feuchtgebiet-Komplexe um das kalkreiche Niedermoor mit seinen Quellbereichen, das Lebensraum einer Vielzahl seltener und gefährdeter Pflanzenarten ist. Hier werden als vegetationskundliche Kostbarkeiten vor allem die Orchideen und die Pflanzenarten der Feuchtbiotope angesehen. Dazu gehören das Gefleckte Knabenkraut, das Breitblättrige Knabenkraut, die Sumpf-Stendelwurz, die Fliegen-Ragwurz, die Davallsegge, die Wenigblütige Sumpfbinse, die Sibirische Schwertlilie, der Fieberklee, die Natternzunge, das Sumpf-Herzblatt, der Sumpf-Dreizack und die Trollblume.
Im Auftrag der Oberen Naturschutzbehörde des Regierungspräsidiums Kassel untersuchten Wissenschaftler 2002 und 2003 im Rahmen der Berichtspflicht gegenüber der EU-Kommission das Schutzgebiet. Die im März 2004 fertiggestellte Grunddatenerfassung weist eine Vielzahl seltener Biotope auf, die nach der Fauna-Flora-Habitat-Richtlinie als relevante Lebensraumtypen (LRT) gelten.
Als von überregionaler Bedeutung angesehen wird in der Studie eine rund zwei Hektar große, vom Land Hessen erworbene Teilfläche des unteren Weißbachtals, in der sich wertvolle Sumpf- und Moorbereiche konzentrieren. Der zum LRT 7230 „Kalkreiche Niedermoore“ gerechnete Bereich, der auch als „Kalkquellsumpf“ oder „Davallseggenried“ bezeichnet wird, ist ein charakteristisches Element der Muschelkalklandschaft Nordhessens. Wasserstauende Tonschichten an der Schichtstufengrenze zwischen dem Unteren Muschelkalk und dem darunter liegenden Oberen Buntsandstein, der Röt genannt wird, bewirken die Ausbildung von Quellaustritten. Der nasse Lebensraum wird in seinem Erscheinungsbild von kalk- und feuchtigkeitsliebenden Kleinseggen geprägt. Als Kennarten gelten die auch im Weißbachtal vorkommenden Davalls Segge, die Sumpf-Stendelwurz und das Breitblättrige Wollgras. Seit 1983 unterliegt dieser Teilbereich besonderen Pflegemaßnahmen, seit 1985 wird dort nicht mehr gedüngt.
Neben dem Vorkommen des Niedermoores unterstreichen weitere Biotope den hohen Stellenwert des Gebiets. Das sind die übrigen Feuchtbereiche wie der LRT 6430 „Feuchte Hochstaudenfluren“ und der LRT 6410 „Pfeifengraswiesen“, deren bunter artenreicher Bestand ein großes Angebot an Blüten, Samen und Früchten besitzt und der Insektenwelt als Nahrungsgrundlage dient sowie der prioritäre LRT 91E0* „Auenwälder“, der im Weißbachtal im Verlaufe der Sukzession entstanden ist.
Die beiden Offenland-Lebensräume LRT 6510 „Magere Flachland-Mähwiesen“ und LRT 6210 „Naturnahe Halbtrockenrasen“ gelten wegen der fortschreitenden Mechanisierung und Intensivierung der Landwirtschaft inzwischen als rare Sonderstandorte.
Die in den unteren Talhangbereichen eingebetteten naturnahen Waldgebiete werden den Lebensraumtypen  9130 „Waldmeister-Buchenwald“ und 9150 „Mitteleuropäischer Orchideen-Kalk-Buchenwald“ zugeordnet. Leitbild für die Wälder ist die Erhaltung der strukturreichen Bestände mit stehendem und liegendem Totholz  und den typischen Baumarten in ihren verschiedenen Entwicklungsstufen und Altersphasen.
Die unmittelbare Nachbarschaft zum angrenzenden Natura 2000-Gebiet „Reichenbacher Kalkberge“ wird als wertsteigernd für das Weißbachtal angesehen. Die dortigen Waldbestände und Halbtrockenrasen vergrößern die Flächenanteile dieser wertvollen Biotope und wirken einer Verinselung entgegen.

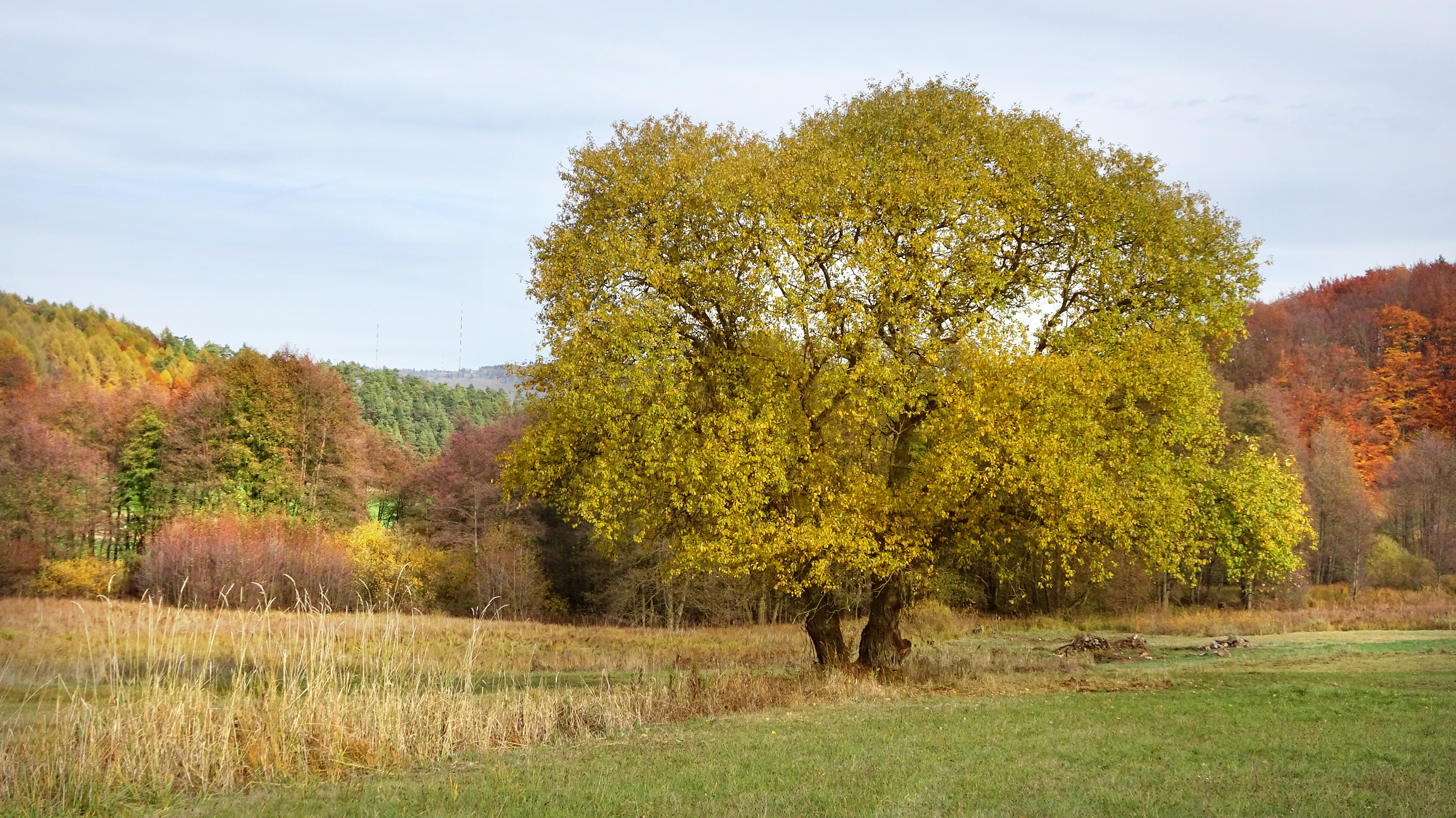
Seggenried und Auenwald im Unteren Weißbachtal.
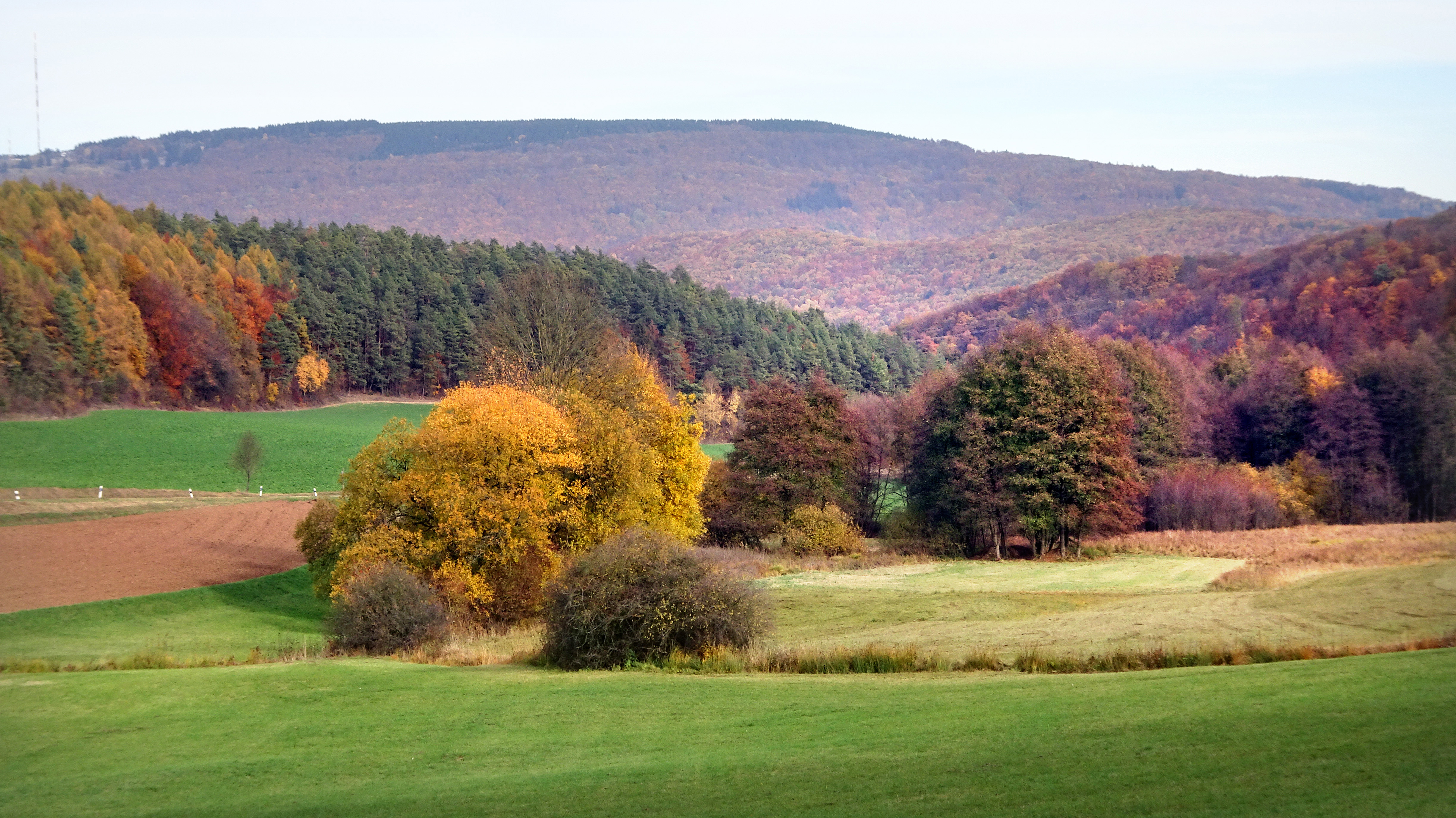
Blick von Süden auf den Bereich um das Niedermoor im Schutzgebiet. Im Hintergrund der Hohe Meißner.
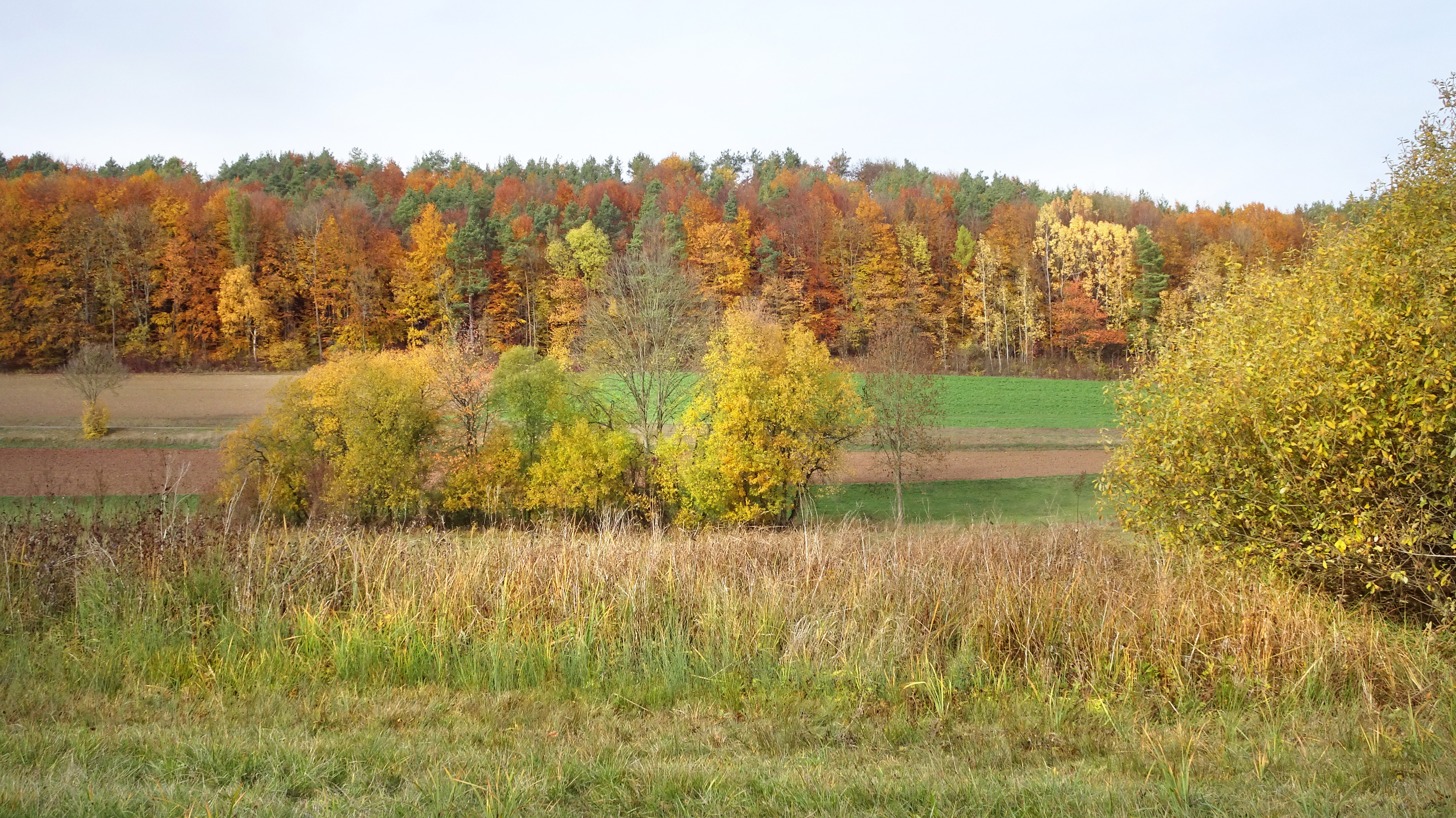
Partie aus dem Unteren Weißbachtal.

## Touristische Erschließung
Das Schutzgebiet ist von der Landesstraße 3249 aus gut einsehbar. Einige Wege, die aber der landwirtschaftlichen und forstlichen Nutzung vorbehalten bleiben sollen, queren das Tal. Eine, bei dem Parkplatz „Drei Linden“ am Ortseingang von Reichenbach, aufgestellte Informationstafel unterrichtet über die Natura 2000-Gebiete und soll den Besuchern ermöglichen Sinn und Zweck der Ausweisung von Schutzgebieten nachzuvollziehen.